# Křetín
Křetín (in tedesco Krzetin) è un comune della Repubblica Ceca facente parte del distretto di Blansko, in Moravia Meridionale.